# Meridian Kyrka Toosu
Meridian Kyrka Toosu är en bergskedja i Kina, på gränsen till Kirgizistan. Den ligger i den autonoma regionen Xinjiang, i den nordvästra delen av landet, omkring 620 kilometer väster om regionhuvudstaden Ürümqi.